# 主意主義 (思想)

V for Voluntary

主意主義（しゅいしゅぎ）、任意行動主義（にんいこうどうしゅぎ、英: voluntaryism、ボランティアリズム）とは、リバタリアニズムの流れを汲む思想の一つ。あらゆる契約や行動は当事者たちの自由意志に基づくものであるべきであるという立場から、政府を否定する。
教育による革命を目指し、非暴力(英: non-aggression principle, NAP)を強く主張する特徴がある。無政府資本主義の主張に共通する点も多いため、その一派として扱われることや、同意語として使われることも少なくない。その一方で、あえて区別されることもあり、一部主意主義者たちは『無政府主義者』とされることを嫌うこともある。
多くの主意主義者たちはマレー・ロスバードやロバート・ルフェーヴルらを始祖と見なし、その主張に賛同する。ロスバードによれば、政府というものはまず、『警察や裁判所などの治安維持機関を強引につくり、特定の地域におけるそれらの働きを独占する。そしてそのことによって同地域内の土地所有者などが他の同様な組織に属することを禁じさせ』、また、聞こえのいい徴税というその実窃盗と変わらない方法でその収入を得る。『すべからく政府というものは、一般的な犯罪とは程度の違いはあるかもしれないが、個人の自由と所有の権利に対する重罪を犯しているのである』